# Philipp Christoph von Sötern

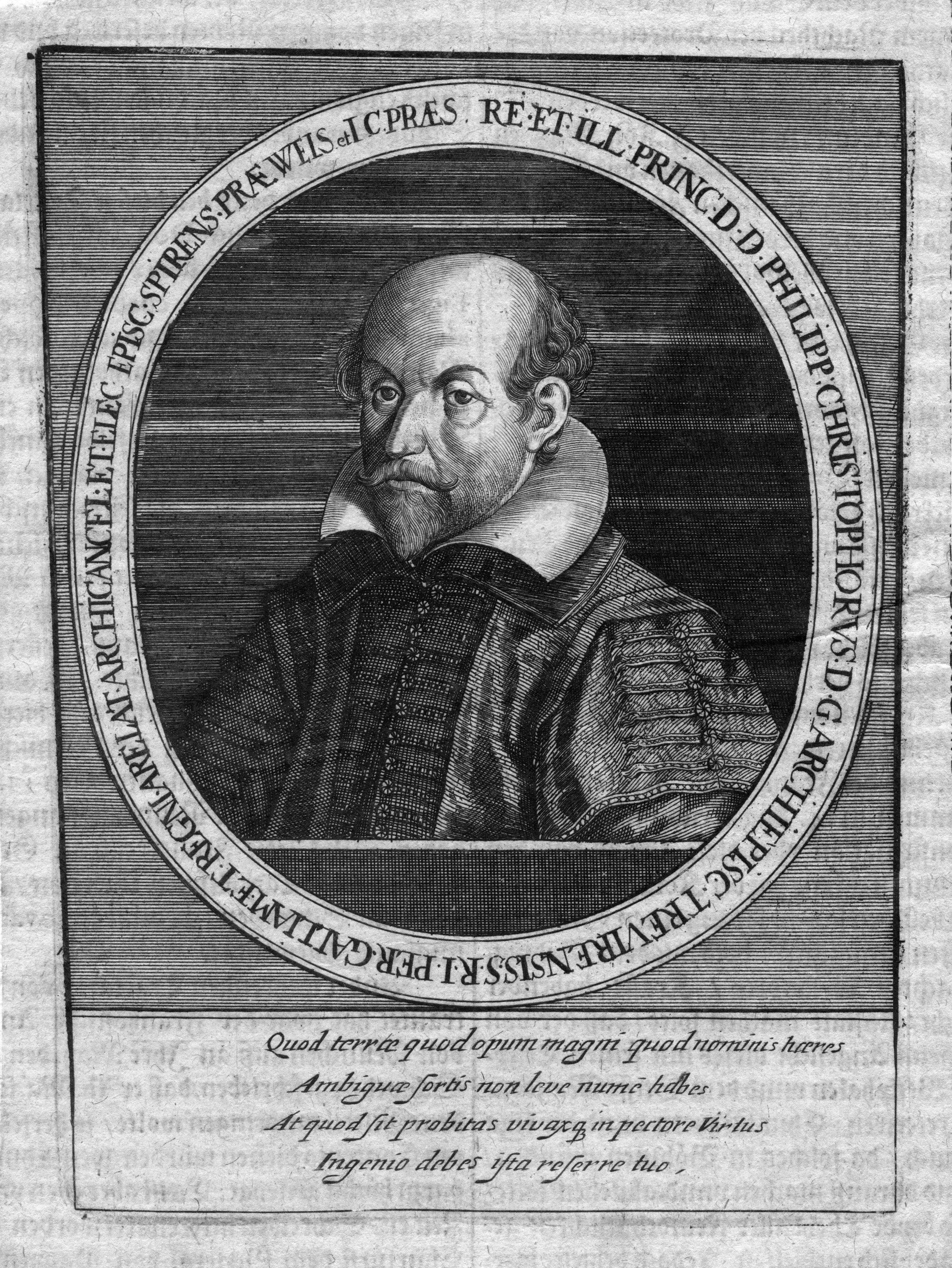
Philipp Christoph von Sötern nach einem Stich von Matthäus Merian um 1650

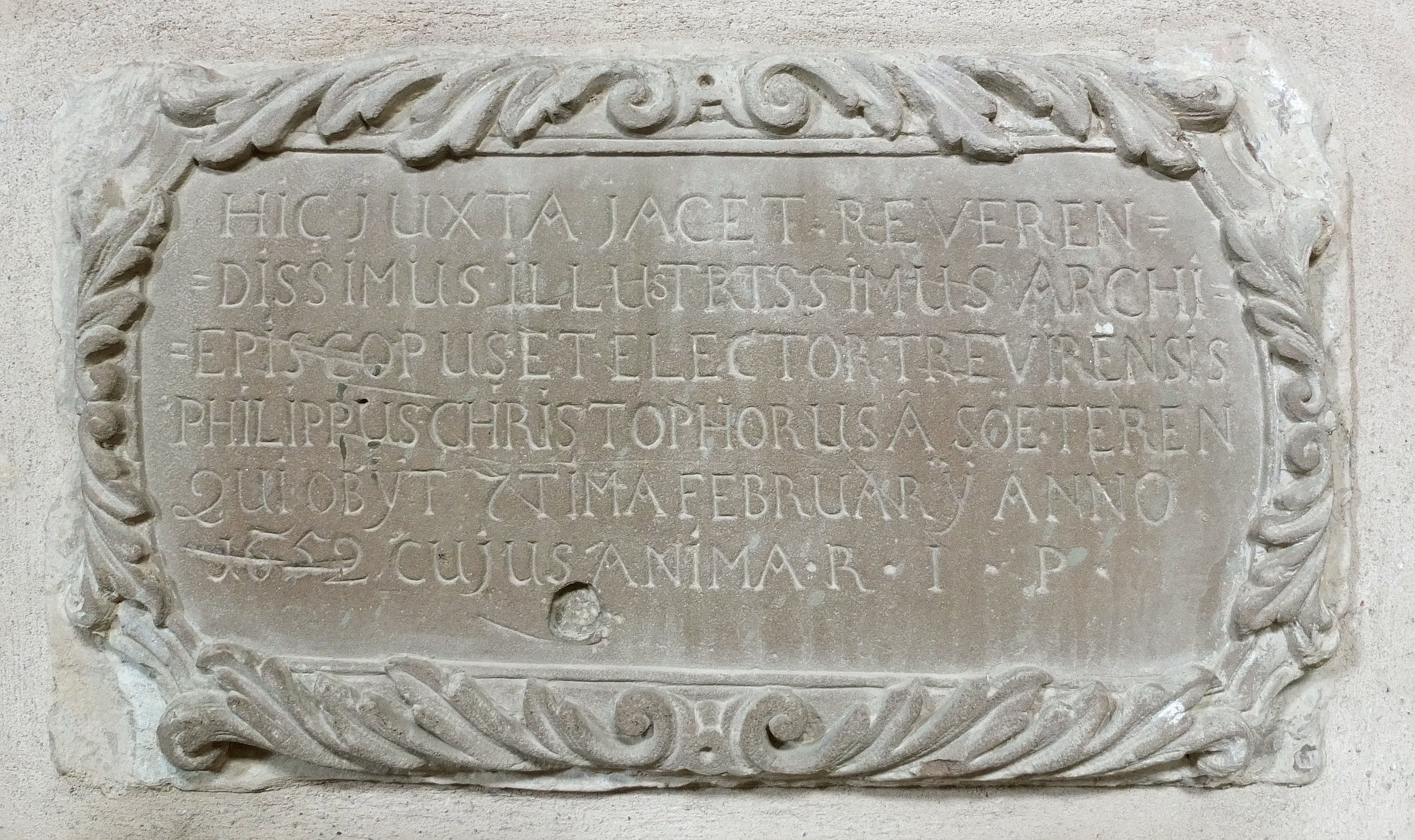
Epitaph im Trierer Dom, datiert 1652.

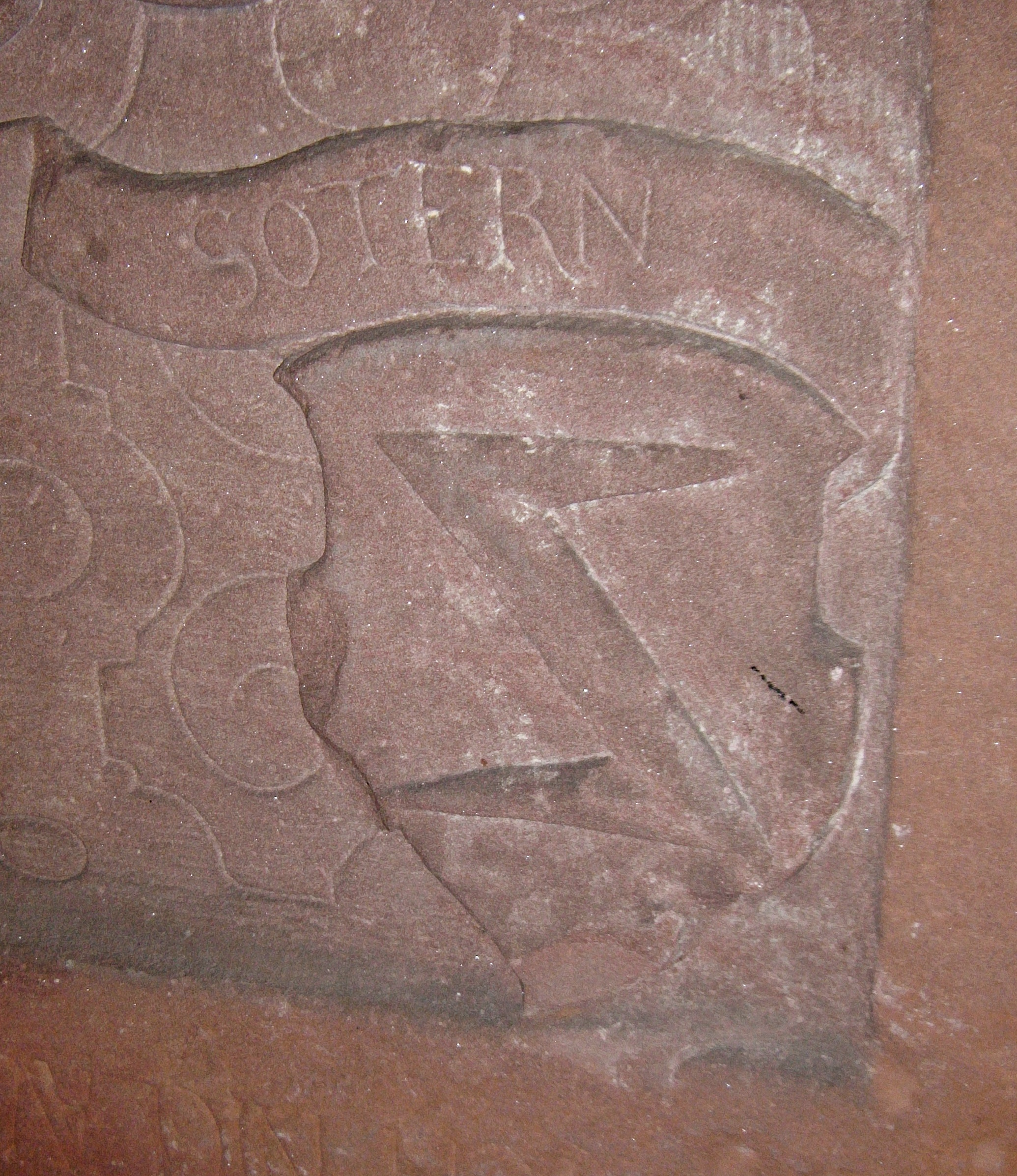
Familienwappen von Sötern. Ahnenwappen vom Grabstein des Johanniter-Komturs Heinrich Nikolaus Faust von Stromberg († 1621), Stadtmuseum Worms

Philipp Christoph Reichsritter von Sötern (* 11. Dezember 1567 in Zweibrücken; † 7. Februar 1652 in Trier) war ab 1610 Bischof von Speyer und ab 1623 Erzbischof und Kurfürst von Trier.
Er betrieb während des Dreißigjährigen Krieges eine absolutistische Politik, die ihn in Gegensatz zu den Habsburgern, besonders der Spanischen Linie im benachbarten Luxemburg brachte. Gegen sie unterstützte er Frankreich, weshalb er auf Befehl der Kaiser Ferdinand II. und Ferdinand III. von 1635 bis 1645 in Haft gehalten wurde. Im Rahmen der Verhandlungen zum Westfälischen Frieden kam er frei, weigerte sich aber, seine Unterstützung der Franzosen aufzugeben. Im Streit mit dem Trierer Domkapitel wurde er kurz vor seinem Tod entmachtet.

## Leben

### Frühe Jahre und Aufstieg
Philipp Christoph war der Sohn des evangelischen Reichsritters Georg Wilhelm von Sötern († 1593) und dessen katholischer Ehefrau Barbara von Püttlingen († 1607). Der Sohn wurde in der protestantischen Kirche von Zweibrücken getauft, wo der Vater zu dieser Zeit als Amtmann tätig war. Durch seinen gleichnamigen Onkel, einen Domherrn in Trier, wurde Philipp Christoph allerdings katholisch erzogen. Als Heranwachsender besuchte er die Jesuitenschule in Trier, später die Universität Pont-à-Mousson und die Universitäten Padua und Siena. Er erwarb den Titel eines Magisters; seine juristischen Kenntnisse wurden als überdurchschnittlich bezeichnet.
Bereits im Alter von 17 Jahren wurde er Domherr in Trier, später auch in Mainz und Speyer. Als Dompropst in Trier, ein Amt, das Sötern seit 1604 bekleidete, erwies er sich als geschickter Diplomat und Unterhändler in juristischen Streitfällen, die das Bistum und den Kurstaat betrafen. Er empfahl sich damit für höhere Aufgaben und wurde 1609 zunächst zum Koadjutor und 1610 zum Bischof von Speyer gewählt. Die Bischofsweihe erhielt er am 15. August 1612, in der Schlosskirche Udenheim, zusammen mit dem Wormser Bischof Wilhelm von Efferen. Konsekrator war der Mainzer Weihbischof Stephan Weber (1539–1622).

### Erste Jahre als Bischof
Zur militärischen Absicherung des Hochstifts Speyer gegen die protestantischen Nachbarn Kurpfalz oder Baden ließ Sötern unter anderem die Festung Philippsburg anlegen. Hier und später im Erzstift Trier, zu dessen Bischof er 1623 ebenfalls gewählt wurde, vertrat er genau wie sein späterer Gegner, Kaiser Ferdinand, die Politik der Gegenreformation und der Rekatholisierung.
In beiden Bistümern, insbesondere in Trier, betrieb er eine rigide Steuerpolitik, um Geld für den Aufbau einer straffen Verwaltung zu  gewinnen und den Bau der 1629 vollendeten, neuen kurtrierischen  Residenz voranzutreiben, Schloss Philippsburg in Ehrenbreitstein bei Koblenz. Er setzte sich persönlich dafür ein, dass sich 1627 die Kapuziner in Ehrenbreitstein ansiedelten und ein Kloster begründeten. Darüber hinaus förderte er bei der Ämtervergabe unverhohlen Mitglieder seiner eigenen Familie. Beides brachte ihn bald in einen Gegensatz zu Teilen des Domkapitels und der Bevölkerung des Kurfürstentums Trier. Damit begannen die Verwicklungen, die den überzeugten Katholiken im Dreißigjährigen Krieg schließlich ins Lager der antikaiserlichen Kräfte und damit auf die Seite der Protestantischen Union führte.

### Im Dreißigjährigen Krieg
Außenpolitisch setzte Sötern den traditionellen kurtrierischen Kurs fort, der seit dem Hochmittelalter auf ein gutes Einvernehmen mit dem großen Nachbarn Frankreich zielte. Die französische Politik aber wurde seit 1624 von dem Ersten Minister Kardinal Richelieu bestimmt, der den Krieg Schwedens und der Union gegen die erstarkte kaiserliche Zentralmacht der Habsburger unterstützte. Die Bürger von Trier sahen darin eine Chance, Söterns Herrschaft abzuschütteln. Sie baten Kaiser Ferdinand II. um Hilfe, woraufhin habsburgische Truppen aus den Spanischen Niederlanden 1630 die Hauptstadt des Kurstaates besetzten.
Der Kurfürst wandte sich daraufhin an Frankreich, das Trier 1632 für ihn zurückeroberte. Er schloss 1631 einen Neutralitätsvertrag mit Schweden und Franzosen und räumte Letzteren das Besatzungsrecht in den Festungen Ehrenbreitstein und Philippsburg ein. Ehrenbreitstein, gegenüber der Moselmündung bei Koblenz gelegen, nahm eine strategisch wichtige Stelle am Rhein ein. Zudem unterstützte er 1634 die Wahl Richelieus zum Koadjutor seines Erzbistums, also zum designierten Nachfolger auf dem Trierer Bischofsstuhl. Dies hätte dem Kardinal ein Mitspracherecht bei der nächsten Kaiserwahl gegeben und die französische Position am Rhein noch einmal enorm verstärkt. Die Verbindung zwischen den Besitzungen der spanischen Habsburger in den Niederlanden und den süddeutschen Territorien des deutschen Zweigs der Dynastie wäre aufs höchste gefährdet gewesen.
Daher wurde Sötern im März 1635 nach der erneuten Eroberung Triers durch spanisch-habsburgische Truppen gefangen gesetzt. Mit Genehmigung des Kaisers übernahm währenddessen das Domkapitel die Regierung des Kurfürstentums. Von Söterns Gefangennahme und die Weigerung, der französischen Forderung nach der Freilassung ihres Verbündeten nachzugeben, führten zur Kriegserklärung Frankreichs an Spanien. Insgesamt 10 Jahre blieb er in Haft. Nach einem Jahr in Gewahrsam der Spanier in Luxemburg, Namur und Gent wurde er zum Reichstag von 1636 eingeladen, bei dem ein neuer Kaiser gewählt wurde. Spanische Soldaten brachten ihn nach Donauwörth, wo er erfuhr, dass er dem Kaiser übergeben und nach Linz gebracht werde. Sötern protestierte vergeblich, da der Kaiser in der Zwischenzeit von geheimen Verhandlungen des Kurfürsten mit Frankreich erfahren hatte. Ohne die Anwesenheit der Trierer Kurstimme wurde Ferdinand III. zum Kaiser gewählt. Dieser gab Sötern 1637 auf Drängen des Papstes in den Gewahrsam des päpstlichen Nuntius in Wien, ließ ihn aber nicht frei.
Erst 1645 stimmte Ferdinand III. französischen Forderungen nach der Freilassung Söterns auf dem Friedenskongress in Münster zu, unter der Bedingung, dass der Kurfürst dem Prager Frieden beitritt und dem Kaiser die Festungen Ehrenbreitstein und Philippsburg sowie den Zoll in Hammerstein für die restliche Dauer des Krieges überlässt. Seit April 1645 wieder in Freiheit, feierte Sötern am 1. September desselben Jahres den Wiedereinzug in Koblenz. Er fühlte sich nach seiner Freilassung aber nicht mehr an die Vereinbarungen gebunden und trat neuerdings in Verbindung mit Frankreich, dem er den freien Moselübergang bei Trier und Besatzungsrechte in der seit 1644 französisch besetzten Festung Philippsburg einräumte. Da die spanische Besatzung von Trier Ende 1645 noch nicht wie mit dem Kaiser vereinbart abgezogen war, ließ Sötern die Stadt im November kurzerhand von den auf dem Rückzug vom Rhein befindlichen Franzosen unter Turenne belagern. Nach der Eroberung blieb eine französische Besatzung in der Stadt.
Die angestrebte Versöhnung mit dem vor ihm und den französischen Truppen teilweise nach Köln geflohenen Domkapitel scheiterte, als Sötern neue Domherren an ihre Stelle setzte und 1649 den gerade erst gekürten Domherrn Philipp Ludwig von Reiffenberg eigenmächtig erst zum Dompropst und dann zum Koadjutor ernannte. Das Kapitel beschloss daraufhin unter Führung der Domherren Karl Kaspar von der Leyen und Hugo Everhard Cratz von Scharfenstein in Köln, gegen Sötern vorzugehen. Es stellte eigene Truppen auf, die nach Koblenz zogen und den Stadtkommandanten von Hattstein auf ihre Seite brachten. Dieser übernahm das Kommando und nahm mit den Truppen auch Trier ein, bevor von Sötern angeforderte französische Hilfe eintraf. Domkapitel und Landstände einigten sich, als Koadjutor und Nachfolger Söterns nur jemanden anzuerkennen, der rechtmäßig vom Kapitel gewählt und von Papst und Kaiser bestätigt sei. Der Kurfürst hoffte dagegen weiter auf französische Waffenhilfe. Tatsächlich drangen 1650 französische Hilfstruppen unter Reinhold von Rosen weit ins Kurfürstentum vor, wurden aber wiederum von lothringischen Truppen im Auftrag des Domkapitels zurückgedrängt. Erst jetzt gab Sötern nach und stimmte der Wahl eines Koadjutors und Nachfolgers zu, wozu das Kapitel Karl Kaspar von der Leyen bestimmte.
Als Reaktion auf die politischen Misserfolge und seine faktische Entmachtung entwickelte Sötern kurz vor seinem Tod Pläne, den Kurstaat aus dem Reichsverband zu lösen. Er trat deshalb erneut in geheime Verhandlungen mit Frankreich ein, die jedoch ergebnislos verliefen. Ein Schreiben über die entsprechenden Pläne geriet in die Hände des Domkapitels, das daraufhin Versuche unternahm, Sötern ganz abzusetzen. Der Einspruch des Mainzer Erzbischofs Johann Philipp von Schönborn und Söterns baldiger Tod verhinderten das jedoch.

## Wappen

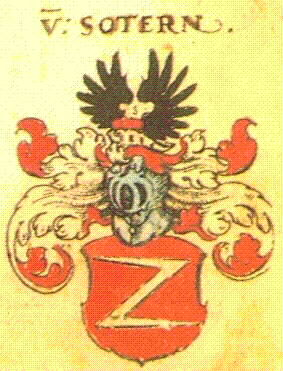
Stammwappen derer von Sötern

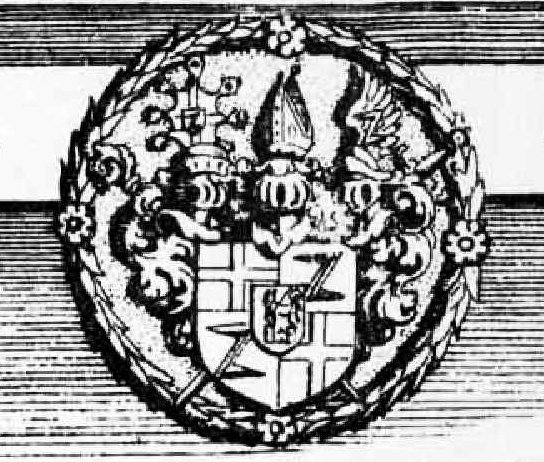
Von Söterns Wappen auf einem Stich von Matthäus Merian

Das fürstbischöfliche Wappen ist üblicherweise geviert. Die Felder des Wappenschildes führen im Wechsel das Familienwappen derer von Sötern, ein silberner „Z“-förmiger Doppelhaken (Wolfsangel) auf Rot und das Wappen des Bistums Speyer, ein silbernes Kreuz auf blauem Grund. Der Hinweis auf die Fürstpropstei Weißenburg ist im Bild durch ein Herzschild gelöst.
Eine weitere Wappendarstellung zeigt in der Vierung die Wappenmotive des Familienwappens mit einem roten Doppelhaken auf Gold und die Hochkreuze des Erzstifts Trier und des Hochstifts Speyer. Das Herzschild ist geteilt mit den Motiven der Fürstabtei Prüm und der Fürstpropstei Weißenburg.